# Kugler Lajos
Kugler Lajos (1916. március 9. – 1990) Kossuth-díjas hengerész, a Diósgyőri Vasgyár brigádvezetője, sztahanovista.

## Élete
Részt vett a sztahanovista mozgalomban. 1948 és 1953 között a Szabad Nép című napilap munkaversennyel kapcsolatos cikkeiben 9 alkalommal szerepelt.
1951-ben megkapta a Kossuth-díj ezüst fokozatát, az indoklás szerint „az üzem legjobb brigádvezetője. 1950. évi átlagteljesítménye 135 százalék volt. Az üzem leggyengébb brigádját vette át, és vezetése alatt a brigád 144 százalékos teljesítményt ért el.” Ugyanebben az évben a Magyar Munka Érdeméremmel díjazták.
Gyufaszálakból művészi alkotásokat hozott létre; elkészítette az újmassai őskohó makettjét, melyet a felsőhámori Kohászati Múzeumban állítottak ki.